# 四国攻め
四国攻め（しこくぜめ）は、安土桃山時代の1585年（天正13年）に行われた羽柴秀吉と長宗我部元親との戦争である。資料によっては、四国征伐、四国の役、四国平定などの呼称も用いられる。その前段階である本能寺の変によって中断された1581年（天正9年）から1582年（天正10年）にかけての織田信長による四国進出の過程についても本項で説明する。

## 織田政権の四国進出

### 友好から対立へ
天正3年（1575年）、土佐を統一した元親は家臣の反対を押し切り、中島可之介を使者として信長の元に派遣した。目的は、元親の長男弥三郎の烏帽子親を信長に引き受けてもらうことだった。交渉は成功し、信長は弥三郎に一字を与えて信親と名乗るよう返書を出した。この時信長は元親に阿波での在陣を認め、また「四国は切り取り次第所領にしてよい」という朱印状も出したとされる。
天正8年（1580年）6月、元親は香宗我部親泰を安土に派遣し、阿波岩倉城の三好康俊を服属させたことを信長に報告した。また阿波征服のために、康俊の父三好康長が長宗我部氏に敵対しないように信長から働きかけてくれるよう依頼し、いずれも了解を得た。この頃は明智光秀が取次役として、元親・信長の交渉窓口となっていた。
なお、この時のことを記した『信長公記』天正8年6月22日条において、元親のことを「土佐国捕佐せしめ候長宗我部土佐守」と表現していることが注目される。この「捕佐（＝輔佐）」の意味については不詳とされてきたが、この当時の土佐国は長宗我部氏によって統一されていたものの、土佐一条家の当主である一条内政が未だに元親の庇護下に置かれており、信長は内政＝国主・元親＝輔佐すなわち陪臣と位置づけたと解する説が浮上した。つまり、信長は長宗我部氏の土佐支配そのものを暗に否認して元親の行動に一条家の家臣として織田政権の秩序に従属するように求めたというのである。なお、一条内政は天正9年（1581年）2月に反乱に連座して、元親によって土佐から追放されているが、これは単なる土佐国内の問題ではなく、天正8年6月以後の状況の変化によって元親の織田政権政策が強硬寄りに変更されて「信長―内政―元親」の秩序を拒否した結果とされている。
三重大学で日本近世国家成立史が専門の藤田達生教授の話によると、同じ頃に康長と秀吉が接近しはじめていた。秀吉の目的は、当時交戦中だった毛利氏に対抗するため、三好氏の水軍を味方につけることにあったと藤田は推測する。両者の提携に際し、遅くとも天正9年（1581年）2月までに秀吉の甥・孫七郎（後の豊臣秀次）が康長の養子となっていたと藤田は推定するが、岐阜市信長資料集編集委員で信長関連の著書が多い谷口克広の話によれば、本能寺の変以前に秀次は三好氏の養子になっておらず、従って両者の提携関係も存在しなかったと反論する。その後、堀越祐一が天正9年5月時点で後の秀次は宮部継潤の養嗣子であったとする説を提示し、黒田基樹は堀越説を支持する立場から、当初三好康長との養子縁組が予定されていたのは信長の三男信孝であったが、本能寺の変とその後の清須会議で縁組が中止され、代わりの養子として選ばれたのが信吉（後の秀次）であったとしている。
天正9年（1581年）3月、康長は讃岐から阿波に入り、三好康俊を長宗我部氏から離反させた。同年6月、信長から香宗我部親泰に朱印状が与えられた。その内容は長宗我部氏と三好氏が協力することを求めるもので、信長の四国政策が三好氏寄りに変更されたことを示すものだった。
長宗我部氏から圧力を受けた阿波の三好氏、伊予の河野氏や西園寺公広らは信長に救援を求めたため、信長は元親に土佐及び阿波南半分の領有のみを許し、他の占領地は返還するよう命じた。しかし、元親は四国征服は信長が認めたことであり、また獲得した領地は自力で切り取ったものであり信長の力を借りたものではなく指図を受けるいわれはないとはねつけた。光秀は石谷頼辰を派遣して元親を説得したが、おそらく天正9年（1581年）後半頃には織田・長宗我部の交渉は決裂した。
一方、長宗我部氏は信長と対立関係にあった毛利氏とも協調関係にあった。両氏に関係が生じたのは、阿波の親長宗我部勢力であった大西覚養が遅くても天正5年（1577年）2月までに毛利方に通じたために4月に長宗我部氏が大西氏を攻めたものの、同年7月までに毛利氏が現状（大西氏の長宗我部氏への服属）を認めて以降のことであり、大西氏や讃岐の親毛利勢力で天正7年（1579年）以降長宗我部氏の傘下に入った香川信景を通じて協調関係にあったと考えられるが、長宗我部・織田の決裂に伴い、天正9年（1581年）8月までには讃岐天霧城にて対織田同盟を結んだ。また東伊予の金子元宅とも天正9年（1581年）中には同盟を結んだ。
北海道大学助教で長宗我部氏関係の論文を多く発表している平井上総によると、長宗我部氏から見れば瀬戸内海に影響力を持つ毛利氏との連携は元来は三好氏との交戦中に毛利氏が三好氏と結びついて軍事衝突に至る事態を回避する目的を主としており、三好氏と対立関係にあった織田氏との関係を損なうものではないと判断していたのに対し、信長から見れば毛利氏討伐を本格化させる中で織田氏・毛利氏双方と関係を保とうとする長宗我部氏の外交姿勢に対して次第に不信感を抱き始めた側面があったと指摘している。
同年9月までに篠原自遁や東讃岐の安富氏も小寺（黒田）孝高を介し、当時中国攻めの任にあった秀吉に人質を差し出して従属した。これに伴い、秀吉は孝高に淡路攻撃を指示した。10月、秀吉は当時、淡路志知城に進出していた孝高に、長宗我部氏に抵抗する篠原の木津城及び森村春の土佐泊城への兵糧・弾薬の補給を命じた。11月中旬、秀吉は自ら池田元助と共に淡路に渡り、まず由良城の安宅貴康を降した。次いで岩屋城を攻略して生駒親正に守備させ、三好氏に追われて秀吉を頼って来ていた志知城の野口長宗を復帰させ、仙石秀久に淡路の支配を命じた。また安富氏の秀吉への従属により、安富氏の勢力圏であった小豆島も同年中には秀吉の支配下に入った。天正10年4月には塩飽諸島も能島村上氏から離反して秀吉に属した。
松山西中等教育学校教諭で三好氏・長宗我部氏に関する論文を発表している中平景介は、天正8年頃より羽柴秀吉が中国平定への支援を期待して瀬戸内海沿岸や四国の反三好・反毛利勢力と接触していたのは事実であるが織田政権の四国政策に関係したものではなく、しかも天正8年11月に本願寺を追われた大坂牢人衆や雑賀衆、淡路衆が阿波雑賀衆が勝瑞城を占拠して、十河存保（三好義堅）も彼らに応じる形で反織田陣営に復帰して勝瑞城に入城した時点で不完全に終わっている。三好康長が息子の康俊を長宗我部氏から離反させたとする話の出典である『南海通記』の記述には矛盾が多く、渡海自体を裏付ける史料は存在しない。そして、三好康長の勢力基盤は河内国高屋城周辺であり、四国方面は十河存保に抑えられて直接影響力を与えられる範囲は限定的である。として、従来の説が三好康長の四国への影響力を過大評価しており、天正8年段階では信長の四国政策は従前通り（元親による四国平定を認める）であり、信長と元親の対立は従来の説よりも遅い天正9年11月の羽柴秀吉による淡路平定を発端であったとする説を唱えている。中平によれば、淡路が織田氏の勢力圏に入ったことで、織田氏と長宗我部氏の間の国分や細川氏讃州家（旧阿波守護家）や安富氏、離反した三好一族など、織田・長宗我部両氏へ両属してきた領主たちの取扱に関する問題が浮上し、「国郡境目相論」が発生して両氏の関係が一気に悪化したとしている。

### 四国派兵

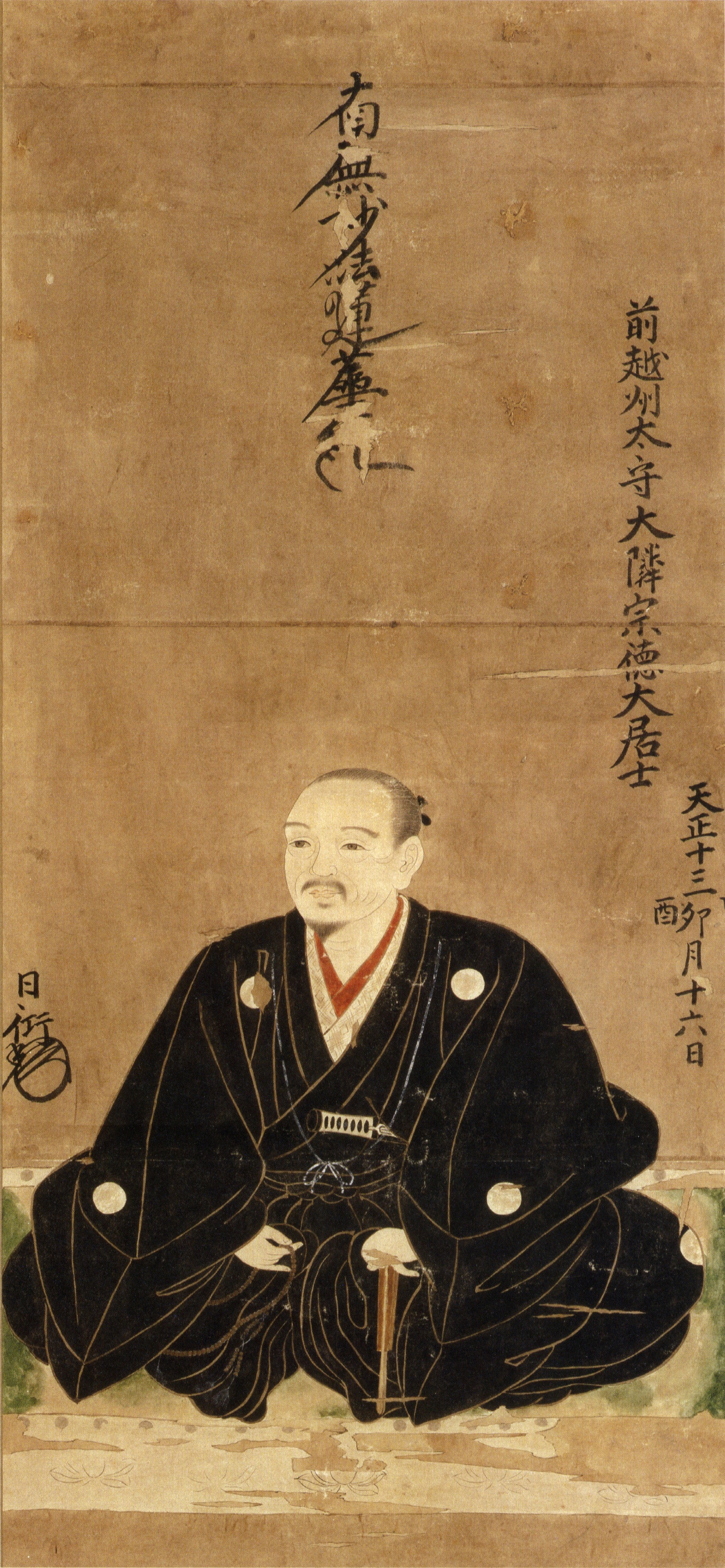
四国派遣軍副将の丹羽長秀。

天正10年（1582年）5月上旬、信長は三男の信孝を総大将に、丹羽長秀・蜂屋頼隆・津田信澄を副将として四国方面軍を編成し四国攻めの指示を下した。康長はその先鋒として勝瑞城に入り、阿波の親三好勢力を糾合して一宮城（徳島市一宮町）・夷山城（徳島市八万町）を攻略した。長宗我部方の野中三郎左衛門・池内肥前守らは一宮城主一宮成祐・夷山城主庄野和泉守を人質に取って牟岐（徳島県海部郡）に退却した。
5月29日には信孝の軍は摂津住吉（大阪市）に着陣し、また信澄・長秀勢は摂津大坂、頼隆勢は和泉岸和田に集結し、総勢1万4,000の軍が渡海に備えていた。これらの軍は6月2日に四国へ向けて出航する予定だったが、当日朝に本能寺の変で信長が自害したため作戦は立ち消えになった。
集められた軍勢のなかには、本能寺の変の報を受けて動揺し逃亡したものも少なくなかった。また、光秀の女婿にあたる信澄は信孝・長秀によって野田城（大阪市福島区）で殺害された。しかし、秀吉東上の行軍（中国大返し）の報によって動揺は沈静化し、6月12日、摂津富田（大阪府高槻市）に着陣した秀吉軍に合流した。このとき、信孝は名目的にではあるが総大将に推された。翌6月13日の山崎の戦いにも光秀討伐軍として参戦した。
後ろ盾である信長を失った康長は勝瑞城を捨てて逃亡した。長宗我部氏は存亡の危機を脱し、一転して阿波・讃岐侵攻の機会を迎えた。

## 羽柴秀吉と長宗我部元親の対立

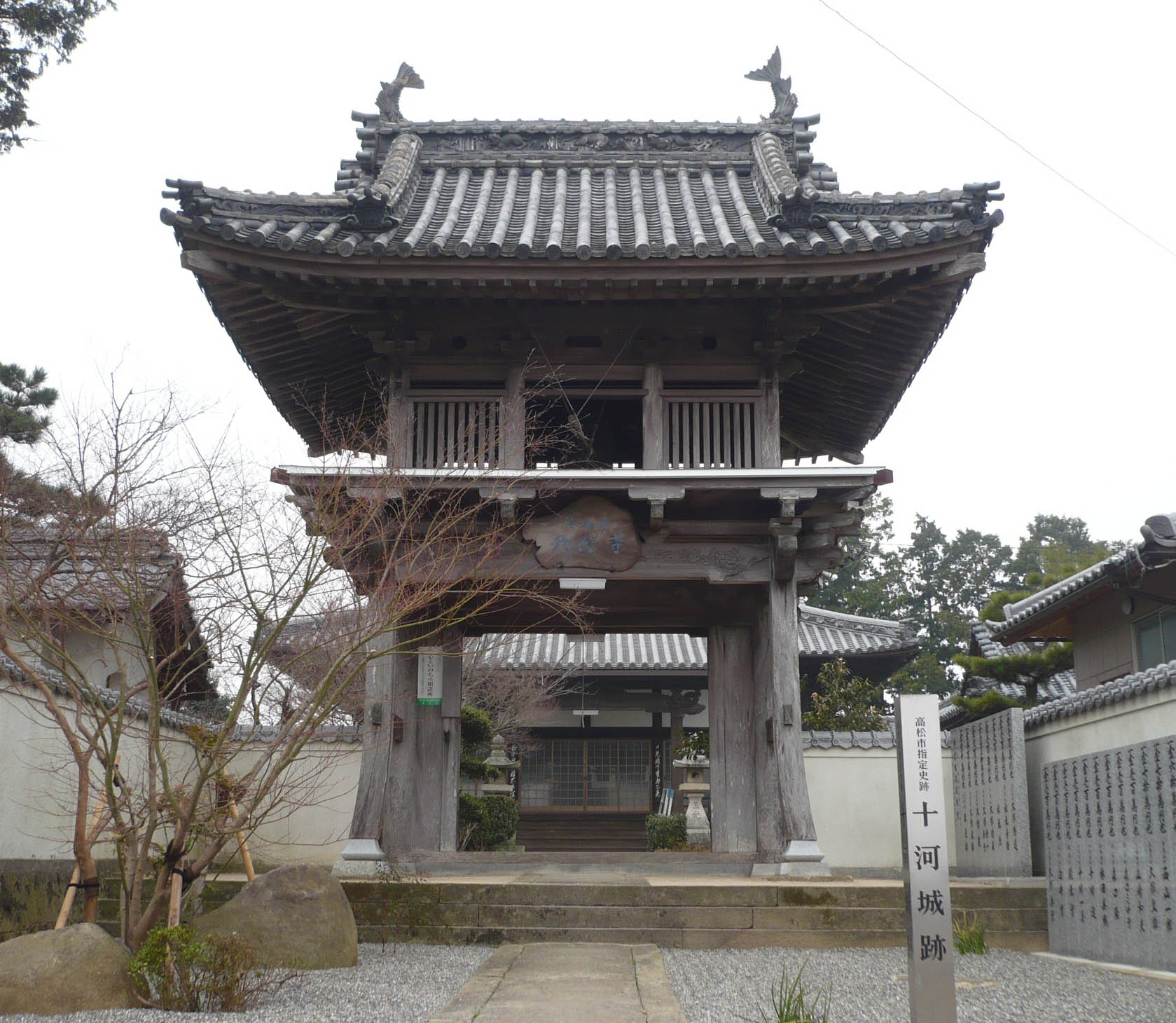
十河城跡。

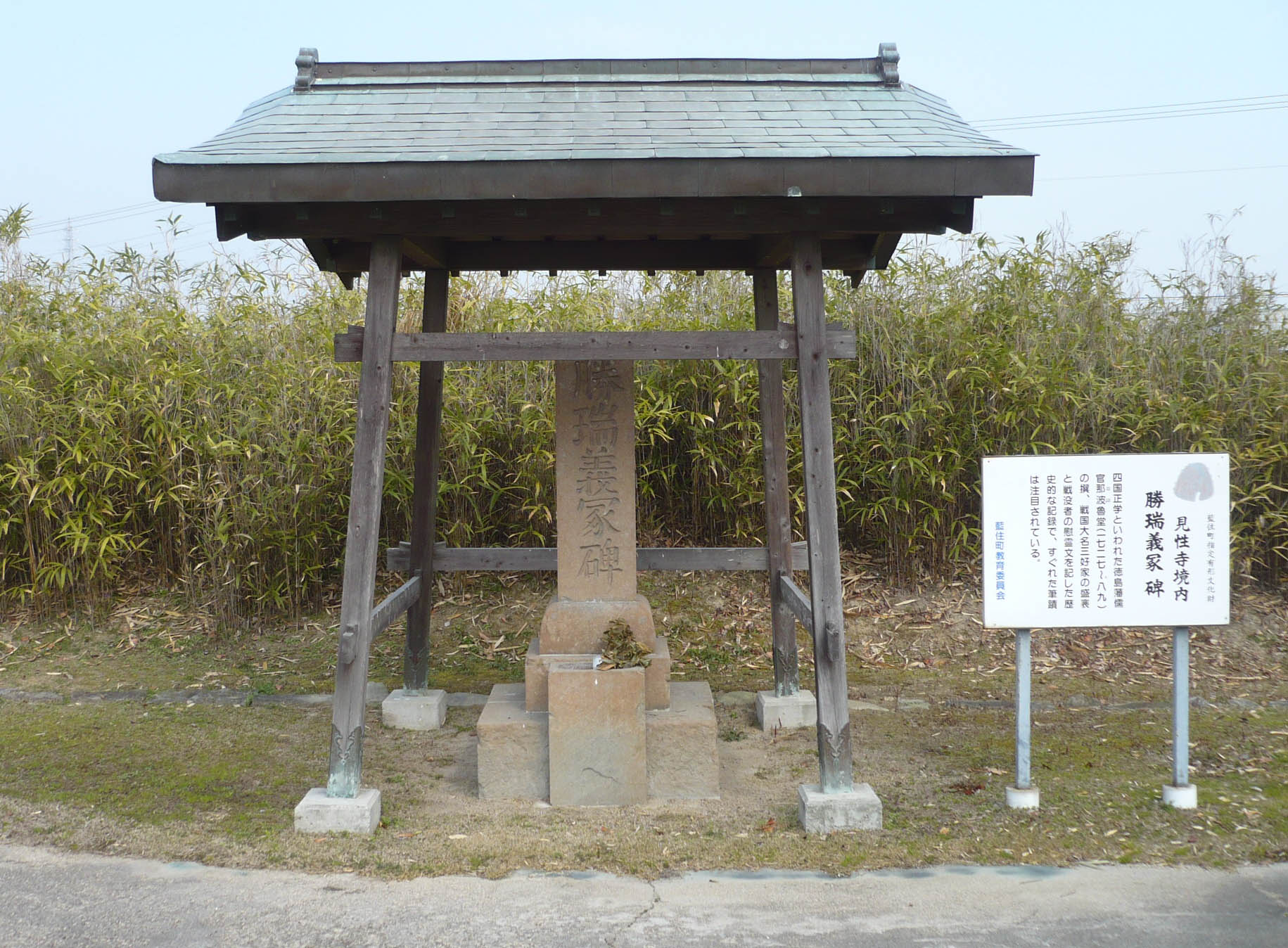
勝瑞城跡。

天正10年（1582年）6月、元親は東予・西讃の諸将を動員し香川信景3,000、長尾・羽床・新名氏ら1,000の兵力を西長尾に集結させて香川親政を総大将となした。7月、これらの兵はまず那珂・鵜足郡へ侵攻し、聖通寺城（現宇多津町）の奈良氏を敗走させた。次いで香西佳清の藤尾城を攻めて降伏させた。さらに十河氏の名代三好隼人佐が守る十河城を攻めた（第一次十河城の戦い）が、攻略はできなかった。また、淡路国の菅達長が長宗我部氏に呼応して淡路国内の羽柴軍の拠点を襲撃している。
8月、元親は中富川の戦いで十河存保を破り、阿波勝瑞城・岩倉城を攻略した。さらに同年、虎丸城に逃れた存保を追って讃岐に侵攻した。
同年10月、元親は親政勢と合流し、合計36,000の軍勢で十河城を包囲したが攻略には至らず、冬にはいったん帰国した。この間に存保の救援要請に応じて秀吉から仙石秀久が小豆島に派遣された。秀久は屋島を攻撃したが、攻めきれず退却した。
前節における藤田の説によれば、天正9年（1581年）以降、秀吉は四国に関しては一貫して長宗我部氏との対決路線を保持しており、そのため長宗我部氏は対抗上秀吉の敵対勢力と同盟する道を選んだとしている。天正11年（1583年）の賤ヶ岳の戦いに際し、元親は柴田勝家・織田信孝と結んで秀吉を牽制したため、秀吉は秀久を淡路洲本城に配置してこれに備えた。同年春、元親は再度讃岐に出陣して十河城・虎丸城を包囲したため、秀久を援軍に送ったが敗退して小豆島を維持するにとどまった（引田の戦い）。4月には長宗我部氏に服さず自立の姿勢を見せていた木津城の篠原自遁が、香宗我部親泰に追われて淡路に敗走した。同年冬から翌年にかけては、毛利氏が秀吉と和睦したことにより毛利・長宗我部の関係が冷却化し、毛利氏と友好関係にある伊予の河野通直・西園寺公広への長宗我部方の攻勢が再開された。
一方、天正11年（1583年）の末に長宗我部氏と秀吉の間で和睦が協議されたとする説がある。天正11年12月に毛利氏の重臣である安国寺恵瓊と林就長が連名で同じく重臣である佐世元嘉に充てた書状（『大日本古文書 毛利家文書』861号）の中に長宗我部元親が秀吉に対して讃岐と阿波を放棄して伊予を渡して欲しいと申し入れているという文言がある。この文言について、藤木久志も後の四国攻め直前にも同様の国分案が出ていることから、この時期に国分協定が済んでいたが毛利氏の要求で伊予国の扱いが白紙になったために和平が成立しなかったと説いた。これに対して藤田もこれは毛利氏と秀吉の和平を推進させたい安国寺恵瓊らの捏造した情報であり、一貫した反秀吉派であった長宗我部元親がほぼ手中に収めた讃岐・阿波を放棄することは考え難いとして藤木説を否定した。一方、平井上総は藤田説の問題点として、この文書が書かれた天正11年12月には既に勝家は滅亡し、反秀吉で提携する相手を失った長宗我部元親が苦境に立たされていた時期であり、対外的に苦しい立場に置かれた元親が和平に動くことはあり得ること。また秀吉の長宗我部氏討伐の名目が三好氏の救援である以上、元親が和解の条件として讃岐・阿波を放棄して三好氏に返還する代替案に、秀吉と直接的な利害関係を持たない伊予を求めることは考えられることであるとして、藤木説が成立する余地があるとしている。
天正12年（1584年）正月、長宗我部氏の伊予侵攻に対応して毛利氏は河野氏援助のため伊予に派兵したため、織田政権時代からの長宗我部氏・毛利氏の関係が崩れた。3月から始まった小牧・長久手の戦いでも元親は徳川家康・織田信雄と結び、紀伊の根来・雑賀衆と協力して秀吉の背後を脅かす姿勢を見せた。6月、元親は長期の攻城の末に讃岐十河城を攻略した（第二次十河城の戦い）。この年の後半には伊予における長宗我部氏の攻撃は激しさを増し、10月19日には長宗我部方が西園寺公広の黒瀬城を攻略した。これに対抗して毛利氏も伊予に児玉就英らを増派し、河野・西園寺氏への支援を強化した。だが、11月に入ると、家康・信雄と秀吉の間で和議が結ばれることになる。
天正13年（1585年）3月から4月にかけて秀吉は紀州攻めを行い、元親の同盟勢力である根来・雑賀衆を潰した。これによって長宗我部氏は軍事的に孤立した。

### 長宗我部と織田・徳川との同盟
天正10年6月の清洲会議で伊賀・伊勢・尾張南半を配分された信雄は、勝家と結んだ信孝の最期をみて不安を感じ、徳川家康を頼った。家康は小田原に本拠地を置く後北条氏と同盟していたので、秀吉と対決することになった場合、背後から衝かれることのない点が戦略上の強みであった。天正12年3月、信雄は伊勢長島城に自らの有力家臣で秀吉に内通した疑いのあった津川義冬・岡田重孝・浅井長時を招いて殺害した。家康の指示によるものであった。
この事件を契機として小牧・長久手の戦いが始まったが、当時、長宗我部氏は未だ四国内の各所に敵を抱えており、渡海して秀吉の勢力圏を攻撃することは現実的ではなかった。にもかかわらず、長宗我部氏は渡海計画を掲げ続けた。
津野倫明の話によると、現実味の乏しい渡海攻撃を喧伝し続けたことは信雄・家康との同盟関係を維持するためであり、長宗我部氏にとってこの同盟には3つの利点があった。
第一は、東予の金子氏との同盟維持である。金子氏は中予の河野氏及びその同盟者の毛利氏、ひいては秀吉とも敵対しており、天正12年（1584年）時点では毛利勢の伊予上陸もあって大きな脅威を感じていた。長宗我部氏は自陣営の優勢を伝えることで、金子氏の離反を回避しようとしていた。
第二は、毛利氏の攻勢を抑止することである。毛利氏と秀吉は和睦していたものの、当時なお中国における両勢力の境界線確定（中国国分）は解決しておらず、また先に毛利氏から織田氏に寝返り、現在は秀吉の傘下にある来島通総の伊予帰国を巡って対立していた。秀吉が反秀吉陣営に敗れれば、中国国分・来島氏問題は毛利氏優位の解決が期待できたため、毛利氏は反秀吉陣営の一員である長宗我部氏への攻勢に出なかった、と津野は述べている。
第三は、秀吉による四国出兵の抑止である。長宗我部氏の渡海攻撃に備えるため、秀吉は和泉方面の防備を増強しなければならず、また織田・徳川氏への対応や帰趨の明らかでない毛利氏への警戒もせねばならず、その分十河氏などへの支援に振り向ける兵力は減少した。長宗我部氏にとっては、秀吉による本格的な四国攻撃を回避することが同盟の最大の利点であった。
小牧・長久手の戦闘に先だって、家康は長宗我部元親のみならず紀伊の畠山貞政、越中の佐々成政らに檄を送り秀吉の背後を衝くよう要請して秀吉包囲網を形成した。秀吉は成政に対し上杉景勝・真田昌幸・丹羽長秀らをあて、和泉および淡路には仙石秀久・中村一氏・蜂須賀家政らの軍勢を派兵させて長宗我部勢に備えさせた。

### 羽柴と毛利氏の同盟
信長の時代には毛利氏との関係は対決基調であったが、毛利輝元は天正11年の賤ヶ岳の戦いののち、祝勝の品を届けて秀吉に接近し、叔父（ただし輝元より年少）にあたる小早川元総（のちの小早川秀包）や従兄弟の吉川経言（のちの広家）を差し出して秀吉との同盟関係に転じた。元総は秀吉より「秀」の字を賜り、小牧・長久手の戦闘にも秀吉勢として参加した。天正13年3月の紀州攻めでは、輝元は秀吉の命令により小早川隆景率いる毛利水軍を送っているので、この頃毛利氏は明確に秀吉の軍事行動に動員される服属大名となった。

## 長宗我部氏による四国統一について
秀吉による四国攻めが始まる以前、元親が四国統一を達成していたかについては統一は完成していたとするのが通説である。しかしながら統一は完成していないとする研究者も複数おり、見解は分かれている。

### 統一されていたとする説
統一完成説の代表は山本大で、その著書『長宗我部元親』において天正13年（1585年）春に伊予河野氏を降伏させて四国統一が成ったとしている。完成説によるその経過は次の通り。
天正10年（1582年）8月、中富川の戦いの勝利によって長宗我部氏は阿波を平定した。同年讃岐に侵攻し、天正12年（1584年）6月には十河城・虎丸城を陥落させて讃岐を平定した。十河存保は秀吉を頼って上方へ逃れた。天正13年（1585年）春、湯築城の河野通直を降して伊予を平定した。河野氏の降伏によって長宗我部元親による四国統一が完成した。
東大史料編纂所の大日本史料から抜粋すると、天正12年11月に、伊予に駐留している毛利氏の武将の桂元親の書状（桂文書）に、土州衆の出撃で数ヶ所が落城しているため、援軍の派遣を要請している。
また、大洲旧草記に近日中野封馬土州申合、伊予河野通直、注進、という記述があり、土州（長宗我部軍）との合戦が近いこと。萩藩閥閲録の天正12年12月21日、河野通直、伊予能美の村上景親をして、同国府中東条分を安堵せしむ、という記述を最後に河野氏が伊予を統治した形跡がないこと。天正13年7月17日になって、隆景が伊予に侵攻している事実。このことから、通説に従って、伊予河野氏は降伏し、長宗我部元親の伊予統一は成ったとみなせる。なお、伊予東部の金子氏は長宗我部軍であり、伊予・恵良（松山市北部）での毛利軍と長宗我部軍との交戦記録が毛利氏の記録に残ることから、松山市の周囲が長宗我部軍によって、軍事的に制圧されているのは確実である。
桂文書や大洲旧草記の記述から、長宗我部軍を土州衆・土州と呼んでいるのは明白であり、湯築城の土州様の瓦と関連するとも考えられる。以下、土州様の瓦の記事を掲載する。
一方、河野氏の居城だった湯築（ゆづき）城（松山市）の発掘調査で、城内から見つかった長宗我部氏にかかわる瓦や土器が近年、研究者の間で議論を呼んでいる。大手（城の表門）付近から土佐の岡豊城、中村城でしか見つかっていない瓦が出土したからだ。 
寸法や成形に共通点があり、文様は同じ笵（はん）木を使って焼かれたと考えられている。城内の家臣団の居住区からは、元親を指すと考えられる「土州様」と墨書された土器皿も見つかった。 
調査を担当した愛媛県埋蔵文化財調査センターの中野良一調査第一係長は、「長宗我部氏が湯築城を占拠した証しに瓦をふいたのではないか」と推測し、河野氏の降伏説を主張している。

### 統一されていないとする説
阿波・讃岐の未制圧
津野倫明の説によると、天正12年（1584年）6月に讃岐で落城したのは十河城のみであり、東香川の十河存保は虎丸城でその後も抗戦を続けた。また森村春の阿波土佐泊城は、中富川の戦い以後も落城することはなかった。従って長宗我部氏は阿波・讃岐を完全には制圧できなかったとしている。また山本浩樹も津野の説を支持し、秀吉は海路を通じて両城への補給を続け、これによって両城は持ちこたえたと推測している。
なお、秀吉事記には「羽柴秀長・秀次は阿波土佐泊に上陸、一城を拵え、味方の樋いとなして」という記述があり、土佐泊城は存在せず豊臣軍が上陸したときに土佐泊に築城したことになっている。長宗我部軍も土佐泊には存在せず、最寄は木津城に東条関兵衛が篭っている。
また、香宗我部家伝証文には「天正11年4月是月、長宗我部元親の弟香宗我部親泰、阿波木津城を攻めて之を抜く、又淡路の洲本城を奪ふ、淡路の兵起り、洲本城を復す」という記述があり、この段階で、阿波国を平定し、さらに淡路国への影響力も及ぼしたことが窺える。
伊予の未制圧
山内譲・内田九州男の２人は河野氏の地盤である中予は攻略できず、統一は完成していないとする立場を取る。また、山本浩樹も長宗我部氏と河野・毛利氏の抗争は郡内表（喜多郡、現大洲市周辺）を中心とし、河野氏の本拠である道後地方に長宗我部方が攻め込むことはなかったとしている。

## 羽柴秀吉の四国攻め（四国の役）

### 事前の交渉
秀吉はたびたび背後を長宗我部氏に脅かされたため、四国出兵を考えるようになった。秀吉・元親とも当初は交渉による和解を模索したが、領土配分を巡る対立を解消できず、交渉は決裂した。
『長元記』によると、元親は秀吉に進物を贈って和解を試みたが、秀吉は讃岐・伊予の返納を命じた。元親は伊予一国を返還することで妥協を見出さんとするも秀吉は認めず、交渉は決裂した。
一方『小早川文書』によると、一度は阿波・讃岐の返還、伊予・土佐の安堵という条件が成立したが、その後ご破算になったとされる。この案は天正11年に検討されたとされる案と同じとみられているが、当時と異なり毛利氏が長宗我部氏と対立して秀吉の従属下にあった中、長宗我部氏と毛利氏の間の調整が上手く行かなかったことが原因とみられている。さらに秀吉も自分に従おうとしない元親に業を煮やして、毛利氏に伊予・土佐を与えることを示唆したり、それが毛利氏の勢力を強くし過ぎると考えると、今度は土佐一国は長宗我部氏に安堵する方向に修正したりと、方針を二転三転変更させた。そのため秀吉と長宗我部・毛利両家との交渉はまとまらず、最終的には秀吉が求める讃岐・阿波の返還と毛利氏が求める伊予の割譲を軍事的に実現させる方向に向かわせることになったとみられる。

### 開戦
1585年（天正13年）5月4日、秀吉は黒田孝高に四国攻めの先鋒として淡路に出るよう命じ、また一柳直末には明石で待機するよう命じた。8日、秀吉は四国出陣の準備として、羽柴秀長に対して和泉・紀伊の船舶の数を調査するよう命じた。また同日紀伊の国人白樫氏・玉置氏に対しても四国攻めの準備と船の手配を命じた。これに従って秀長は翌9日、船数調査の実施と紀伊・和泉の船を同月27・28日までに紀ノ湊（現和歌山市）へ集結させることを命令している。
6月、秀吉は四国への出陣を決定し、淡路から阿波・備前から讃岐・安芸から伊予の三方向から四国への進軍を命じた。当初秀吉は6月3日を四国出陣の日に予定していたが、越中の佐々成政がなお健在であり、また病を得たため自身の出馬を諦め、代わって弟の羽柴秀長を総大将、副将を甥の羽柴秀次と定めた。6月16日、秀吉は岸和田城に在陣しつつ、秀長以下の諸将を四国へ侵攻させた。
元親は、この年の春より秀吉の侵攻に備え土佐勢6,000を含む2万から4万の軍勢を動員した。5月には四国4ヶ国の境にあり各方面と連絡が取れる阿波西端の白地城に元親の本陣を置き、全軍を督戦した。また羽柴方が阿波方面から侵攻することは長宗我部側も予測しており、阿波諸城に重臣らを配置して防備を固めていた。また讃岐でも植田城（現高松市）を築いた。
この戦いの最中の7月、秀吉は関白に就任した。以後、四国攻めは天下平定の一環という色合いを強める。

#### 讃岐
宇喜多秀家率いる備前・美作の兵に加えて播磨から蜂須賀正勝・黒田孝高、さらに仙石秀久が加わり計2万3000（1万5000とも）の軍が屋島に上陸した。秀家等はまず200の長宗我部軍が守る喜岡城（当時の高松城）を攻略して高松頼邑を討ち取り、香西城・牟礼城を攻略した。しかし、戸波親武の守る植田城の守りの堅さを見てとった孝高はこれを放置して阿波攻撃を優先することを主張したため、他の諸将もこれに同意して大坂越えより阿波に入り、秀長軍との合流を図った。この転進について山本は「元親の防衛策は早くも失敗したのである」と述べている。

#### 伊予
毛利輝元配下の中国8ヶ国の軍勢は、3万から4万（2万5,000とも）に達した。輝元は備後三原に残り、6月下旬に三原及び安芸忠海の港を発し、同月27日に小早川隆景の第一軍が今治浦に上陸した。続いて7月5日、吉川元長・宍戸元孝・福原元俊らの第二軍が今治浦もしくは新間（新麻、新居浜）に上陸した。その最初の攻撃目標は宇摩を支配する石川氏と、同氏家臣団の実力者である新居郡の金子元宅であった。元宅は東伊予の実質的な指導者であり、長宗我部氏とは同盟関係にあった。元宅は自らは高尾城に在城し、高峠城に当時8歳の石川虎竹丸を置いて近藤長門守以下800余の兵で守らせ、金子城には弟の対馬守元春を配した。高尾城には土佐から派遣された長宗我部氏の援兵も籠城に加わった。
7月14日に中国勢は黒川広隆が守る丸山城（高尾城の出城）を攻略（丸山城の戦い）し、続いて15日から元宅と片岡光綱（長宗我部からの援軍）の籠る高尾城を包囲して17日には落城させた。中国勢は続いて新居郡の高峠城を攻め、高峠城兵は石川虎竹丸を土佐に逃がしたのち野々市原（現西条市）にて迎撃、全滅した。その結果、高峠・生子山・岡崎など新居郡の諸城はことごとく陥落し、金子氏の本拠地である金子山城を守っていた金子元春も敗走して同郡での抵抗は終息した（以上、いわゆる伊予に於ける天正の陣）。金子元宅の嫡男の毘沙寿丸は土佐へ落ち延びて長宗我部元親の庇護を受けた。中国勢はさらに東進して土佐勢の妻鳥氏が守る宇摩郡川之江の仏殿城を攻略中の25日に元親が降伏し、講和となった。この頃には南伊予の長宗我部勢も撤退した。
東予二郡の制圧後、中国勢は進路を西に転じ、周敷・桑村・越智・野間・風早郡を制圧して道後平野に達し、8月末には河野通直の湯築城が攻囲され、隆景の薦めにより開城し通直は道後の町に蟄居した。隆景配下の桂元綱は喜多郡の諸将を攻め、帰順させた。西園寺公広・大野直昌は隆景の元に赴いて降伏し、大野直之・曾根宣高らは捕らえられ、伊予全域の制圧が完了した。

#### 阿波

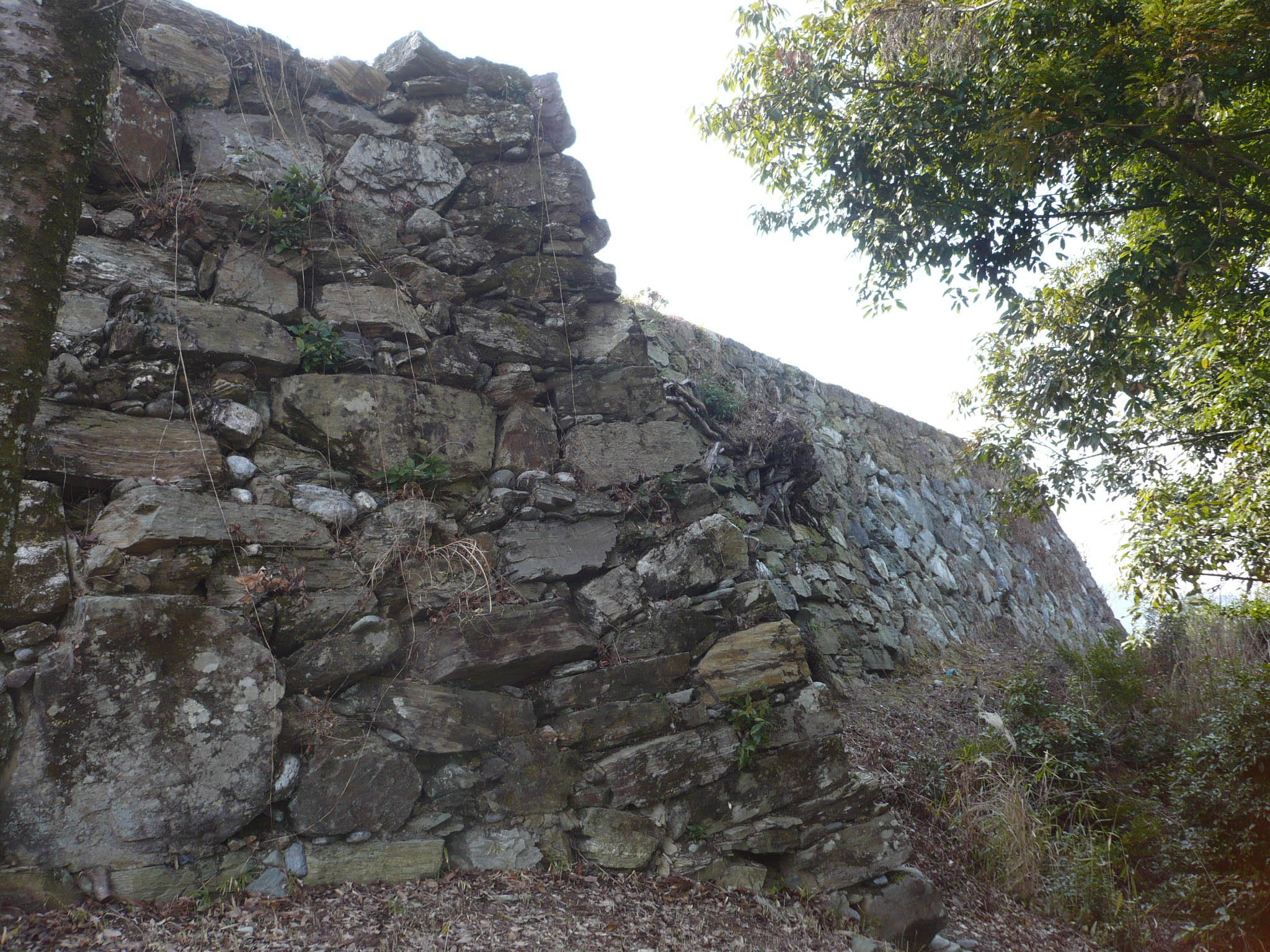
一宮城本丸下の石垣。

羽柴秀長率いる大和・和泉・紀伊の軍勢3万は6月16日に堺から船出し、海路洲本に至る。羽柴秀次率いる摂津・近江・丹波の兵3万は明石から淡路へ渡り、両軍は福良（現南あわじ市）で合流して大小800余艘の船団で阿波の土佐泊へ上陸した。対する長宗我部方は木津城に東条関兵衛、牛岐城に香宗我部親泰、渭山城に吉田康俊、一宮城に谷忠澄・江村親俊、岩倉城に比江山親興、脇城に長宗我部親吉をそれぞれ配した。
秀長の軍は阿波上陸後、まず木津城を攻撃した。八昼夜にわたる攻撃の上に蜂須賀正勝によって水の手も絶たれたため、城将の東条関兵衛は秀吉方についた叔父の東条紀伊守の説得に応じて開城した。関兵衛は土佐へ退いたが、立腹した元親によって切腹させられた。双方が主力を投入した阿波の戦いだが、戦力を伊予・讃岐にも分散せざるを得なかった長宗我部方の劣勢が明らかとなった。牛岐城の香宗我部親泰、渭山城の吉田康俊は木津落城を聞いて城を捨てて逃れ、残る長宗我部方の拠点は一宮・岩倉・脇の三城のみとなった。この頃秀吉は自ら出陣する意思を示し、7月3日にはその先鋒が淡路に達した。しかし秀長は秀吉の出陣を諌止し、自ら一宮城攻撃の指揮を執り、秀次に脇・岩倉城攻めを任せた。秀長は7月19日付の小早川隆景に宛てた書状で、一宮・脇城攻めの近況を報告している。
9,000（または5,000）とされる一宮城兵は善戦したが、筒井定次・藤堂高虎・蜂須賀正勝・増田長盛など5万の秀長勢に兵糧を絶たれ、また城への坑道を掘り水の手を断つという寄手の奇策もあって、7月中旬には開城した。前後して脇・岩倉城も秀次・黒田・蜂須賀勢らによって陥落し、東の秀長・秀次勢、西の中国勢で元親の白地城を挟撃する態勢となった。

### 降伏
白地城へ戻った谷忠澄は『南海治乱記』によると次のように述べて降伏を勧めた。
これに対し元親は、『元親記』によると次のように以後の戦略を述べた。
同書での元親はさらに、一度も決戦せずに降伏するのは恥辱であり、たとえ本国まで攻め込まれても徹底抗戦すると言い、また降伏を勧めた谷忠澄を罵倒し、腹を切れとまで言っている。
しかし忠澄を始めとする重臣らの説得を受けて、元親も最後には折れ、7月25日付の秀長の停戦条件を呑んで降伏した。交渉に当たっては蜂須賀正勝が仲介を務め、8月6日までには講和が成立した。講和の条件は、長宗我部氏に土佐一国安堵、長宗我部家当主が毎回兵3000を率いて軍役を務めること、人質の提出、徳川家康との同盟禁止とされている。講和成立に伴い、長宗我部氏は阿波・讃岐・伊予を割譲した。
8月23日、秀長は戦後処理を終えて大坂に帰還した。

## 経過
月日は旧暦をあらわす
天正10年（1582年）
- 5月上旬 - 信長、織田信孝を総大将として四国方面軍を編成、四国攻めを指示。
- 5月29日 - 信孝軍、摂津住吉に着陣。
- 6月2日 - 本能寺の変。四国渡海を中止。
- 7月 - 讃岐聖通寺城の戦い
- 7月 - 讃岐十河城の戦い（第一次）
- 8月28日 - 阿波中富川の戦い

天正11年（1583年）
- 4月 - 讃岐引田の戦い
- 4月 - 阿波木津城の戦い（第一次）

天正12年（1584年）
- 正月 - 毛利氏の伊予派兵。
- 6月 - 讃岐十河城の戦い（第二次）
- 10月19日 - 伊予黒瀬城の戦い（第一次）

天正13年（1585年）
- 3月-4月 - 根来・雑賀一揆
- 6月16日 - 羽柴・毛利軍、四国攻略を開始。
- 7月2日 - 伊予丸山城の戦い
- 7月 - 讃岐喜岡城の戦い
- 7月 - 讃岐植田城の戦い
- 7月 - 阿波木津城の戦い（第二次）
- 7月中旬 - 阿波牛岐城の戦い
- 7月14日 - 伊予金子城の戦い（天正の陣）
- 7月 - 阿波一宮城の戦い
- 7月 - 阿波脇城の戦い
- 7月 - 阿波岩倉城の戦い
- 7月17日 - 伊予高尾城の戦い（天正の陣）
- 7月18日 - 伊予高峠城の戦い（天正の陣）
- 8月6日 - 長宗我部元親、秀長に降伏。
- 8月中旬 - 伊予仏殿城の戦い
- 8月下旬 - 伊予湯築城の戦い
- 8月下旬 - 伊予黒瀬城の戦い（第二次）
- 8月 - 秀吉、四国国分を決定。

## 戦役後の四国地方

### 四国国分とその後

#### 四国国分
四国平定の結果、豊臣政権によって「国分（くにわけ）」がおこなわれた。
長宗我部氏は土佐一国を安堵され豊臣政権に繰り込まれ、元親の三男の津野親忠が人質となった。その他の3国は没収され、阿波に正勝の子の蜂須賀家政（一部に赤松則房）、讃岐に仙石秀久（聖通寺城）、うち山田郡2万石に十河存保（十河城）、伊予に小早川隆景（一部に小早川秀包、安国寺恵瓊、来島通総、得居通幸）が封じられた。また淡路は脇坂安治が津名郡3万石（洲本城）、加藤嘉明が津名・三原郡1万5000石（志知城）に封じられた。こうして、伊予には毛利旗下の大名、讃岐・阿波・淡路には豊臣系の大名が配されることとなった。
豊臣政権による天正13年の大規模国替えにより、検地と動員に代表される近世的統治が始まると各地で膨大な数の中世城郭が破却・整理されるとともに織豊系城郭が誕生していった。四国を含む環瀬戸内海では播磨国明石城（高山右近）・室津城（小西行長）、淡路国洲本城（脇坂安治）・志知城（加藤嘉明）、阿波国徳島城（蜂須賀家政）、讃岐国聖通寺城（仙石秀久）、伊予国湊山城（小早川隆景）などが築城・修築され、豊臣政権による九州征伐への準備が進められた。

#### 国分後の動向
戦後処理の後、秀吉は惣無事令に反した島津氏他を討伐するために九州征伐を開始したが、豊後の大友宗麟救援のため仙石秀久、十河存保、長宗我部元親など四国の大名が先発で派遣された。しかし豊臣軍は島津軍に戸次川の戦いで大敗北を喫し、秀久は戦場から逃亡、存保は戦死、元親の嫡男である信親も戦死したことによりお家騒動の原因となった。本隊の到着により九州征伐は豊臣方の勝利に終わったが、九州国分により四国の勢力地図も書き変わることとなった。逃亡した秀久は讃岐を召し上げられ、変わって後に生駒親正が入った。伊予では僅か2年弱で隆景が筑前へ転封となり、変わって福島正則（東部及び中部の一部）・粟野秀用（中部の一部）・戸田勝隆（南部）に入った。後に正則が尾張に転出し、後嗣のない戸田氏が除封されると、小川祐忠（東部）・加藤嘉明（中部）・藤堂高虎（南部）・池田秀氏（南部の一部）が伊予に配置された。
一方、四国の在地勢力として伊予東部の河野通直は秀吉と敵対もせず、毛利氏と婚姻・友好関係にあったが大名として認められなかったため毛利氏に身を寄せ、家臣は領主となった隆景に従った（ただし、豊臣政権と毛利氏による謀殺説あり）。伊予南部の西園寺は後に戸田氏の配下となったが後に謀殺され、後に讃岐の生駒氏の配下に繰り入れられた十河氏の勢力も次第に減殺されて弱体化していった。これら有能な外様大名が存続したのに対して、豊臣政権に貢献出来ない大名達は時間とともに様々な理由で淘汰されて行くこととなった。

#### 毛利輝元の四国出兵
豊臣秀吉の四国攻めにより四国は豊臣体制に繰り込まれ、太閤検地と軍役動員によって四国の諸勢力は近世大名へと変貌を遂げていった。また、秀吉の関白任官以降の基調となった惣無事の論理により、諸大名は私戦や自力救済による領土拡張を禁じられ、これを破るものは豊臣政権による制裁を受けた。しかし、秀吉の死に伴い次第に影響力を強めていった家康に反発して関ヶ原の戦いが勃発し、一方の盟主であった輝元の手により四国諸国にも戦乱が起こることとなった。
輝元は、豊臣政権を運営する大老という名目の下に惣無事の論理を以って西軍諸将を統制・動員しつつ、さらに徳川方の伊予国を制圧すべく、豊臣政権によって廃絶された旧領主や土着勢力を動員して伊予へ出兵するなど（三津刈屋口の戦い）、まるで惣無事以前の戦国時代的な毛利氏の領土拡張の行動を取った。
大坂に上り大坂城を占拠した輝元により、手勢と共に大坂城にいた阿波国の蜂須賀家政は逼塞させられた。家政は剃髪し、蓬庵と号して高野山光明院に上り、国主不在の蜂須賀領の阿波国には毛利軍が進駐し支配下に置かれた。大坂にいた蜂須賀家の軍勢は豊臣家の馬廻に編入される形で毛利氏が動かすこととなり、北国口の防衛という名目で2000程の兵が近江国方面に出立した（『真田文書』）が、この軍勢は東軍との交戦前に関ヶ原の戦いでの西軍敗北を知り、直接西軍に加担する事なく東軍に合流し、家康に同行していた家政息子の蜂須賀至鎮の指揮下に戻った。至鎮は会津征伐に従軍し、そのまま関ヶ原の本戦で東軍として参加していたため、蜂須賀家は戦後に家康から阿波国および淡路国の所領を安堵された。 
実質的な毛利氏の敗北である関ヶ原の合戦後に徳川体制へ移行すると、四国の戦乱は収束して安定期に入った。以後、江戸幕府による四国八藩体制は幕末まで続くことになった。